# Georg Friedrich Bärmann
Georg(e) Friedrich Bärmann, latinisiert auch Baermann, geboren als Behrmann, (* 12. Oktober 1717 in Leipzig; † 6. Februar 1769 in Wittenberg) war ein deutscher Mathematiker.

## Leben
Georg Friedrich Bärmann ist der älteste Sohn des promovierten königlich-polnischen und kurfürstlich-sächsischen Oberhofgerichts- und Konsistorialadvokaten Georg Adam Behrmann in Leipzig († 30. November 1741) und dessen Ehefrau Christiana Sophia geb. Paul. Er hatte noch drei jüngere Brüder. Zum Zeitpunkt des Todes des Vaters hatten dessen beiden ältesten Söhne bereits die Schreibung „Bärmann“ des Familiennamens (latinisierte Form: Baermann) gewählt, während in den Taufbüchern Leipzigs für die beiden jüngeren Brüder noch der Geburtsname Behrmann in den Jahren 1725 und 1732 eingetragen ist. 
Nach dem Besuch des Gymnasiums in Schulpforta studierte er seit 1730 in Leipzig, unter anderem bei Johann August Ernesti, Mathematik und Theologie und erwarb sich am 29. November 1732 den niedrigsten akademischen Grad eines Baccalaureus. Während seiner Studienzeit wechselte er an die Universität Marburg, wo er Vorlesungen bei Christian Wolff hörte. Nach Leipzig zurückgekehrt erwarb er am 17. Februar 1735 den akademischen Grad eines Magisters der Philosophie.
1745 übernahm er in Wittenberg den Lehrstuhl von Johann Matthias Hase in der niederen Mathematik. Als Mitglied der Deutschen Gesellschaft in Leipzig förderte er gleiche Bestrebungen an der Leucorea und verfasste selbst eine „Kurze Anleitung zur deutschen Sprachkunst“, die 1776 aus seinem Nachlass veröffentlicht wurde. 1755 folgte er Johann Friedrich Weidler in der höheren Mathematikprofessur nach. Man hätte es gern gesehen, dass er beide Professuren vereinigte, was jedoch die Landesregierung ablehnte.
Bärmanns Verdienst liegt besonders auf dem Gebiet der Algebra. Von ihm stammt der erste allgemeine Beweis der von Isaac Newton aufgestellten Formeln der Potenzsummen der Gleichungswurzeln.

## Werke

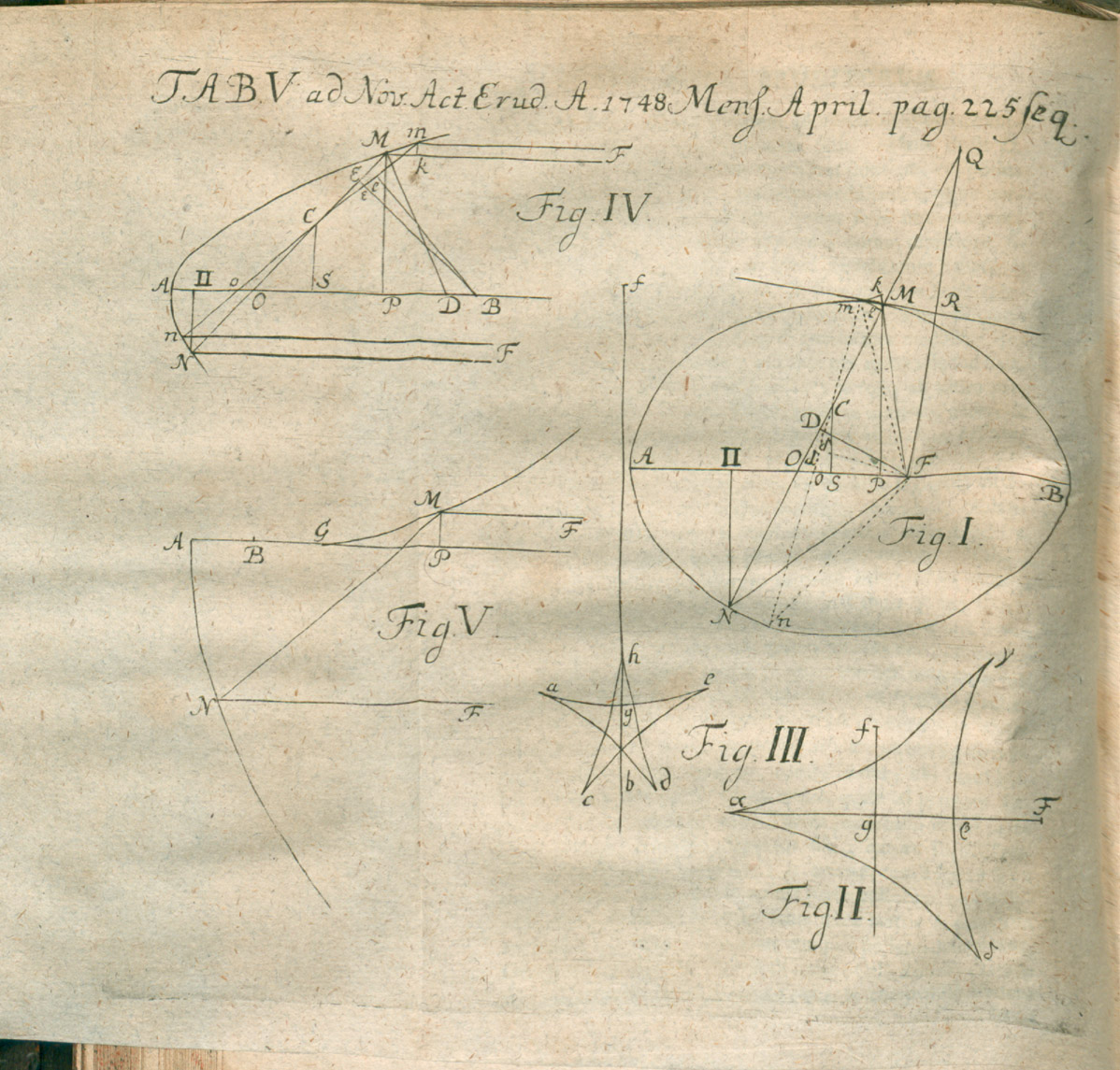
Illustration from Analysis Problematis geometrici published in Acta Eruditorum, 1748

- Illustration from Analysis Problematis geometrici published in Acta Eruditorum, 1748Elementorum Euclidis libri XV ad Graeci contextus fidem recensiti et ad usum tironum accomodati, Leipzig 1744
- De vectibus curvilineis, Leipzig 1737
- Analysis problematis geometrici, in: Acta Eruditorum, Leipzig 1748
- De solutione cubicarum aliarumque aequationum ope sinuum, Wittenberg 1751
- Theorematis algebraici demonstratio, Wittenberg 1751
- Kurze Anleitung zur deutschen Sprachkunst für die Jugend. Junius, Wittenberg/Leipzig 1776. (Digitalisat)

siehe auch: Johann Christian Poggendorff: Biographisch-literarisches Handwörterbuch zur Geschichte der exacten Wissenschaften. Band I, 1863, und Johann Christoph Adelung: Fortsetzung und Ergänzungen zu Christian Gottlieb Joechers Allgemeinem Gelehrten-Lexico. Band I, 1784, Spalte 1336